# Vít Fousek (1940)
Vít Fousek (* 29. dubna 1940, Nové Město na Moravě) je bývalý československý lyžař. Jeho otcem byl olympionik Vít Fousek. Jeho syn Vít Fousek je bývalý lyžařský reprezentant a po skončení aktivni kariéry působí jako servisman běžeckých lyží.

## Lyžařská kariéra
Na X. ZOH v Grenoble skončil v běhu na lyžích na 50 km na 39. místě a ve štafetě na 4x10 km na 9. místě. Na Mistrovství světa v klasickém lyžování 1962 v Zakopanem skončil v běhu na 15 km na 31. místě a ve štafetě na 4x10 km na 11. místě. Na Mistrovství světa v klasickém lyžování 1966 v Oslo skončil v běhu na 15 km na 35. místě, v běhu na 30 km také na 35. místě a v běhu na 50 km na 26. místě.